# Ендрю Вайбрехт
Ендрю Вайбрехт (* 10 лютого 1986, Лейк-Плесід, Нью-Йорк) — американський гірськолижник, призер Олімпійських ігор.
Ендрю Вайбрехт виступає на етапах Кубка світу з 2006. До Олімпіади у Ванкувері він тільки один раз завершував змагання у чільній десятці. Тому його бронзова медаль у супергігантському слаломі була цілковитою несподіванкою. На Іграх 2014 року в Сочі Вайбрехт здобув срібну медаль, знов у супергігантському слаломі.